# 大膳職
大膳職（だいぜんしき/おおかしわでのつかさ）は、日本の律令制において宮内省に属する官司。朝廷において臣下に対する饗膳を供する機関である。

## 職掌
大宝律令以前は膳職という官司であったが、大宝律令制定時に、天皇の食事を掌る内膳司と饗膳の食事を掌る大膳職に分割された。ただし、主食については大炊寮が掌っており、大膳職は副食・調味料などの調達・製造・調理・供給の部分を担当した。『養老令』によれば、醢（肉や魚を塩辛状にしたもの）、醤・未醤（みそ）などの調味料、菓（くだもの）、雑餅（雑穀などの餅製品）などを供給し、管下の組織として菓・餅類を扱う「菓餅所」と醤・未醤を扱う「醤院」が設置された。『官職秘抄』や『職原鈔』、『百寮訓要抄』などによると、後世には長官である大夫は官位相当よりも高い四位から、逆に次官である亮は官位相当よりも低い六位から選ばれる例が多くなった事が記されている。また、大同3年7月26日（808年8月21日）の格によって少進・少属の定員が1名増加されている。

## 職員
- 大夫（だいぶ）（正五位下、後に従四位下相当） 1名 
  - 権大夫 一名
- 亮（すけ）（従五位下相当） 1名 
  - 権亮 一名
- 大進（たいじょう）（従六位下相当） 1名
- 少進（正七位上相当） 1名
- 大属（だいさかん）（正八位上相当） 1名
- 少属（従八位上相当） 1名
- 主醤（ひしおのつかさ）（品官、正七位下相当） 2名
- 主果餅（くだもののつかさ）（品官、正七位下相当） 2名
- 史生（ししょう）
- 職掌（しょくしょう）
- 膳部（かしわでべ）（伴部） 160名
- 使部（しぶ） 30名
- 直丁 2名
- 駈使部 80名

他に、鵜飼・江人・網引・未醤戸などの雑供戸があった。

## その他
『延喜式』神名帳によれば、延長5年（927年）頃の大膳職には御食津神社・火雷神社・高倍神社の3社が祀られていた（「宮中・京中の式内社一覧」参照）。『高橋氏文』逸文によれば、上総国の安房大神（現在の安房神社（千葉県館山市）に比定）がその御食津神（文中では御食都神と表記）であるという。